# Esperia Cagliari
La S.S. Esperia Cagliari è una società polisportiva sita nel capoluogo sardo.
Venne fondata nel 1948 da un insegnante di educazione fisica, Mario Siddi.
Il colore scelto fu il granata perché il fondatore della società simpatizzava per quello che all'epoca era denominato Grande Torino.

## Pallacanestro
Nel 1952/53 Nel settore del Basket la società raggiunse la serie B e nel 1958/59 la Serie A.
Partecipa per lungo tempo ai campionati del terzo livello nazionale, sfiorando la promozione nell'allora serie A nei campionati 1985/86 e 1990/91 dove in entrambi i casi perde i Play-off.
Nel 1994 cede il titolo sportivo al Cagliari Basket (che nel 1999/2000 parteciperà al campionato di B1) mantenendo però il settore giovanile.
Nel 2000/01 la società ricostituisce una prima squadra e si iscrive in C regionale, venendo presto promossa in quella nazionale e sfiorando la serie B nel 2004/05.
Dopo alcune difficoltà finanziarie e varie fusioni con club dei dintorni cagliaritani attualmente schiera una squadra in C regionale e una in D regionale.

## Altre discipline
Oltre al basket, la società granata ha avuto grandi risultati anche nel mondo della pallanuoto, del nuoto e dell'atletica.
Tra gli atleti del nuoto spiccano i nomi di Nicola Pau e di Riccardo Marongiu, entrambi protagonisti in competizioni nazionali, con diversi successi nei campionati italiani.
Anche la pallanuoto vanta una lunga tradizione. 
Negli anni '80 ha risalito la classifica fino alla serie B, per culminare in un 5º posto nel campionato 86/87(Allenatore il grande Lucio Pisani). Nella stagione 87/88 ci fu lo spareggio per la permanenza in serie B perso contro l'ICF Roma capitanata dall'olimpionico Marcello Del Duca. Gli anni successivi la vedono impegnata nel campionato di serie C nazionale, con il centro boa Stefano Pascalis capo cannoniere per tre anni di seguito e il ritorno in serie B per un solo anno (anno 1992). Da allora in poi solo campionati di serie C regionali e nazionali sino al 2005 ( ultimo campionato di serie B disputato ). Attualmente, dopo altri numerosi campionati di serie C disputati, la compagine granata non milita in nessun campionato di Pallanuoto. 
La polisportiva vanta anche una prestigioso curriculum nel mondo dell'atletica leggera. La punta di diamante è stata Sandro Floris, poi passato alle Fiamme Azzurre e azzurro dal 1988 al 1996, velocista dei 200 metri, vincitore agli Europei Indoor (1990), bronzo ai Mondiali (1995), vincitore ai Giochi del Mediterraneo e tre volte in gara nei Giochi Olimpici.
Il miglior marcatore della storia di questa società si chiama Mauro Ferraro che detiene il record di 30000 punti in tutta la sua carriera e di maggiori triple in una partita (15).